# La Poly Normande 2016
La Poly Normande 2016, trentaseiesima edizione della corsa, valevole come evento dell'UCI Europe Tour 2016 categoria 1.1 e come dodicesima prova della Coppa di Francia, si svolse il 31 luglio 2016 su un percorso di 168,9 km, con partenza da Avranches ed arrivo a Saint-Martin-de-Landelles, in Francia. La vittoria fu appannaggio del belga Baptiste Planckaert, il quale terminò la gara in 4h08'41", alla media di 40,75 km/h, precedendo il canadese Ryan Anderson ed il francese Julien Duval.
Partenza da Avranches con 105 ciclisti, dei quali 84 completarono la competizione.

## Squadre partecipanti
| N.    | Cod. | Squadra                      |
| ----- | ---- | ---------------------------- |
| 1-8   | DMP  | Delko-Marseille Provence-KTM |
| 11-18 | FDJ  | FDJ                          |
| 21-28 | COF  | Cofidis, Solutions Crédits   |
| 31-37 | ALM  | AG2R La Mondiale             |
| 41-48 | FVC  | Fortuneo-Vital Concept       |
| 51-58 | AUB  | HP-BTP Auber 93              |
| 61-66 | WGG  | Wanty-Groupe Gobert          |

| N.      | Cod. | Squadra                          |
| ------- | ---- | -------------------------------- |
| 71-78   | CCD  | Differdange-Losch                |
| 81-88   | RLM  | Roubaix-Lille Métropole          |
| 91-98   | WBC  | Wallonie Bruxelles-Group Protect |
| 101-107 | AZT  | D'Amico-Bottecchia               |
| 111-118 | DEN  | Direct Énergie                   |
| 121-126 | KRA  | Ringeriks-Kraft                  |
| 131-138 | ADT  | Armée de Terre                   |

## Ordine d'arrivo (Top 10)
| Pos. | Corridore           | Squadra       | Tempo    |
| ---- | ------------------- | ------------- | -------- |
| 1    | Baptiste Planckaert | Wallonie      | 4h08'41" |
| 2    | Ryan Anderson       | Direct Énerg. | s.t.     |
| 3    | Julien Duval        | Armée de Te.  | s.t.     |
| 4    | Samuel Dumoulin     | AG2R          | s.t.     |
| 5    | Kevyn Ista          | Wallonie      | s.t.     |
| 6    | Tony Hurel          | Direct Énerg. | s.t.     |
| 7    | Rudy Barbier        | Roubaix       | s.t.     |
| 8    | Maxime Vantomme     | Roubaix       | s.t.     |
| 9    | Dimitri Claeys      | Wanty-Gobert  | s.t.     |
| 10   | Anthony Maldonado   | HP BTP        | s.t.     |